# Gian Marco Ferrari
Gian Marco Ferrari (Parma, 15 mei 1992) is een Italiaans voetballer die doorgaans als centrale verdediger speelt. Hij tekende in 2016 bij US Sassuolo, dat hem overnam van Crotone.

## Clubcarrière
Ferrari is afkomstig uit de jeugdopleiding van Parma. Die club verhuurde hem aan Monticelli Terme, Crociati Noceto, US Fiorenzuola 1922 en AC Renate. AS Gubbio nam in juni 2013 de helft van zijn transferrechten over. Een jaar later kocht Parma die terug.